# Мики Нуњез
Мигел Нуњез Позо (шп. Miguel Núñez Pozo; Тараса, 6. јануар 1996), познатији под мононимом Мики (шп. Miki) шпански је поп певач. Музичкој јавности у Шпанији постао је познат 2018. након учешћа у музичком ријалити програму Operación Triunfo где је заузео шесто место. Победио је на гала вечери која је одржана 20. јануара 2019, а на којој се бирао представник Шпаније за Песму Евровизије 2019. у Тел Авиву са песмом La venda поставши тако 59. по реду представник Шпаније на том такмичењу.

## Биографија
Мики је рођен 1996. у каталонској Тараси у музичкој породици и од раног детињства похађао је часове клавира и гитаре у музичкој школи. Касније је завршио студије менаџмента на Универзитету у Барселони.
У музичким водама дебитовао је као певач у локалном бенду Dalton Bang са којим је наступао широм Каталоније. У лето 2018. пријавио се за учешће у шпанској верзији музичког ријалитија Операција тријумф (шп. Operación Triunfo) на ком је успео да освоји шесто место.
„Операција тријумф” је уједно представљала и изборно такмичење за шпанског представника на Песми Евровизије 2019. и сваки од учесника је имао прилику да обезбеди пласман у Тел Авив, град домаћин Евросонга. Мики се такмичио са три песме, а у суперфиналу је са 34% гласова публике убедљиво победио са песмом  са којом је представио Шпанију на Песми Евровизије. Био је 22. у финалу са 54 освојена бода.

## Дискографија
Синглови
- (2019)